# Viscum wallichianum
Viscum wallichianum är en sandelträdsväxtart som beskrevs av Wight & Arn.. Viscum wallichianum ingår i släktet mistlar, och familjen sandelträdsväxter. Inga underarter finns listade i Catalogue of Life.